# Hummelshain
Hummelshain is een gemeente in de Duitse deelstaat Thüringen, en maakt deel uit van de Saale-Holzland-Kreis.
Hummelshain telt 621 inwoners.

## Geschiedenis
Hummelshain is waarschijnlijk ontstaan tijdens de ontginning van het omliggende bosgebied, rond het jaar 1000. Het Neue Jagdschloss Hummelshain, in Neorenaissancestijl, werd rond 1880 gebouwd aan de rand van het dorp.
In de Tweede Wereldoorlog werd rondom het slot een zestal barakken gebouwd, als hospitaal voor dwangarbeiders. Deze barakken werden in de tijd van de DDR gebruikt als Jugendwerkhof, een jeugdinrichting. In 1967 is door de jongeren die hier verbleven uit natuursteen een monument opgericht voor de dwangarbeiders die tijdens de Tweede Wereldoorlog in het hospitaal om het leven kwamen.

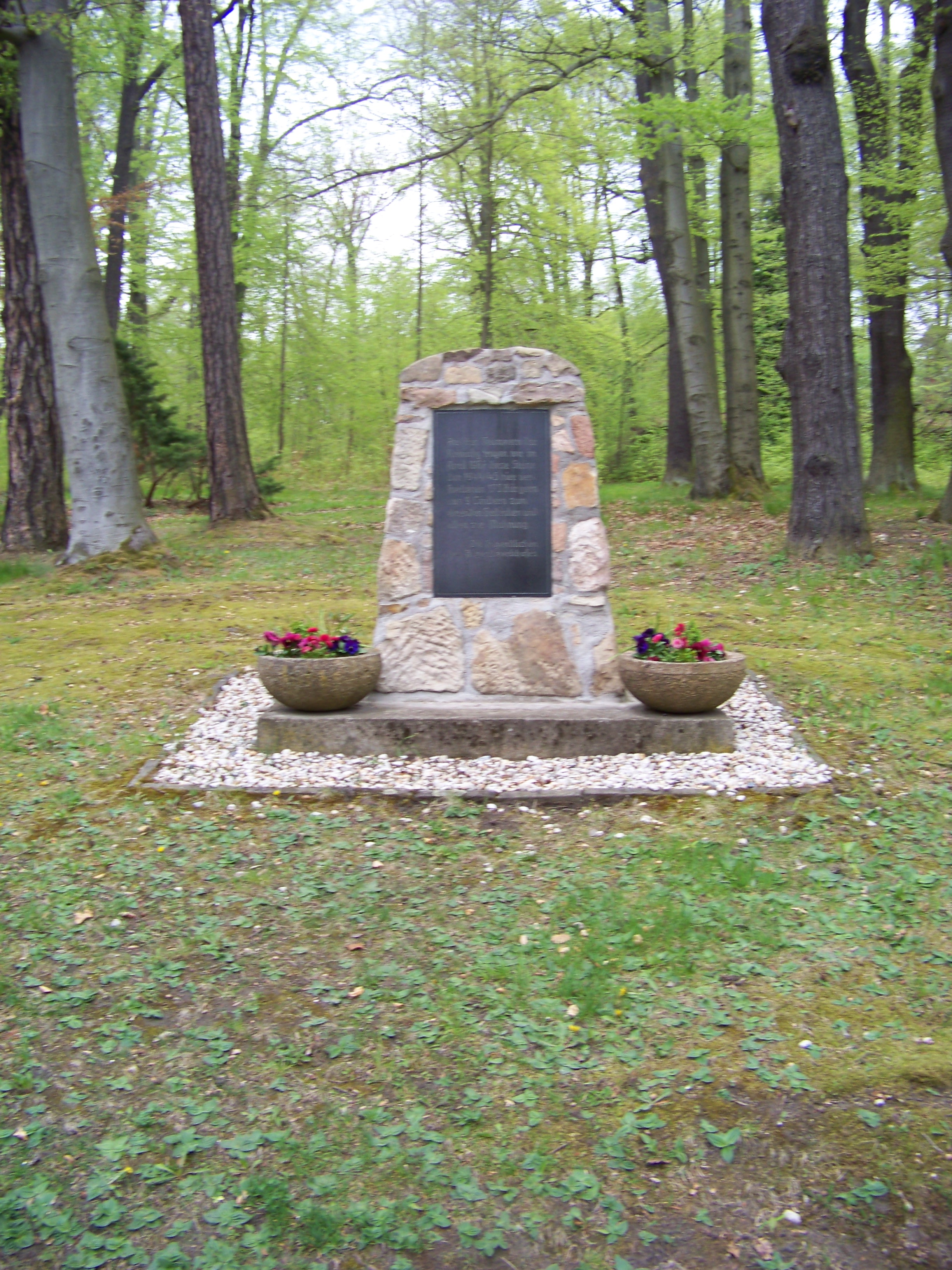
Monument voor dwangarbeiders uit de Tweede Wereldoorlog
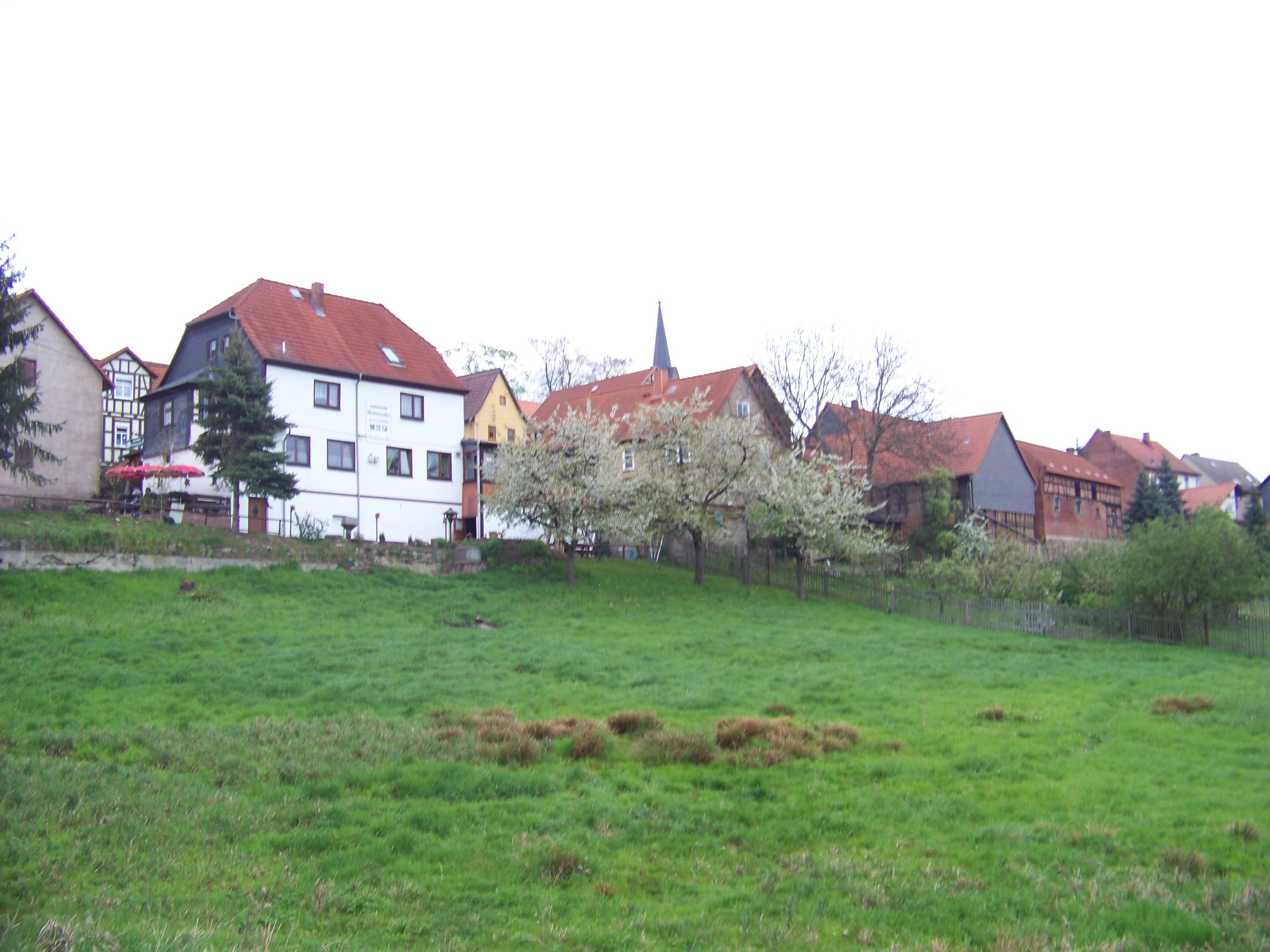
Dorpsgezicht vanuit het zuidwesten
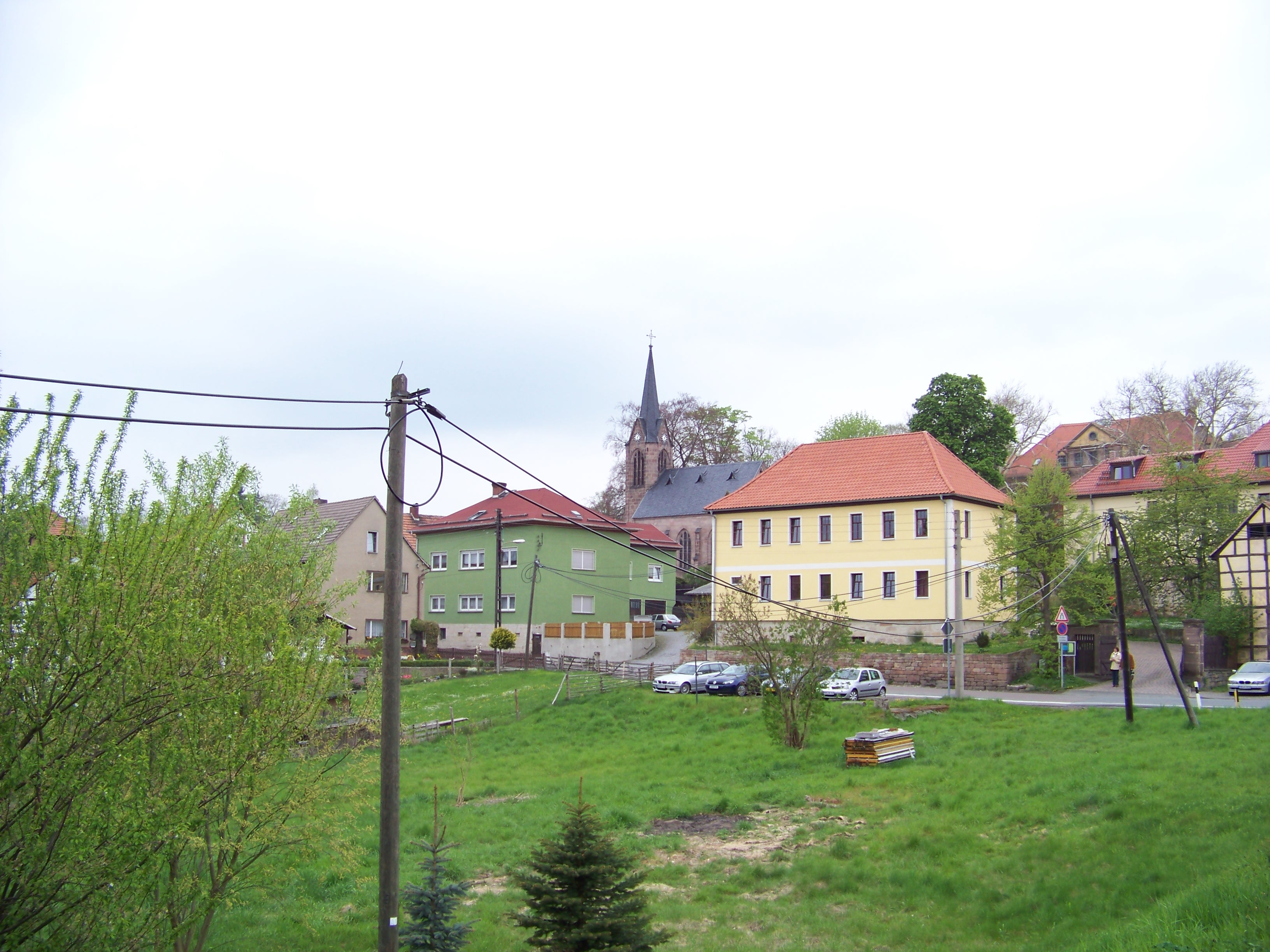
Dorpsgezicht vanuit het zuidoosten
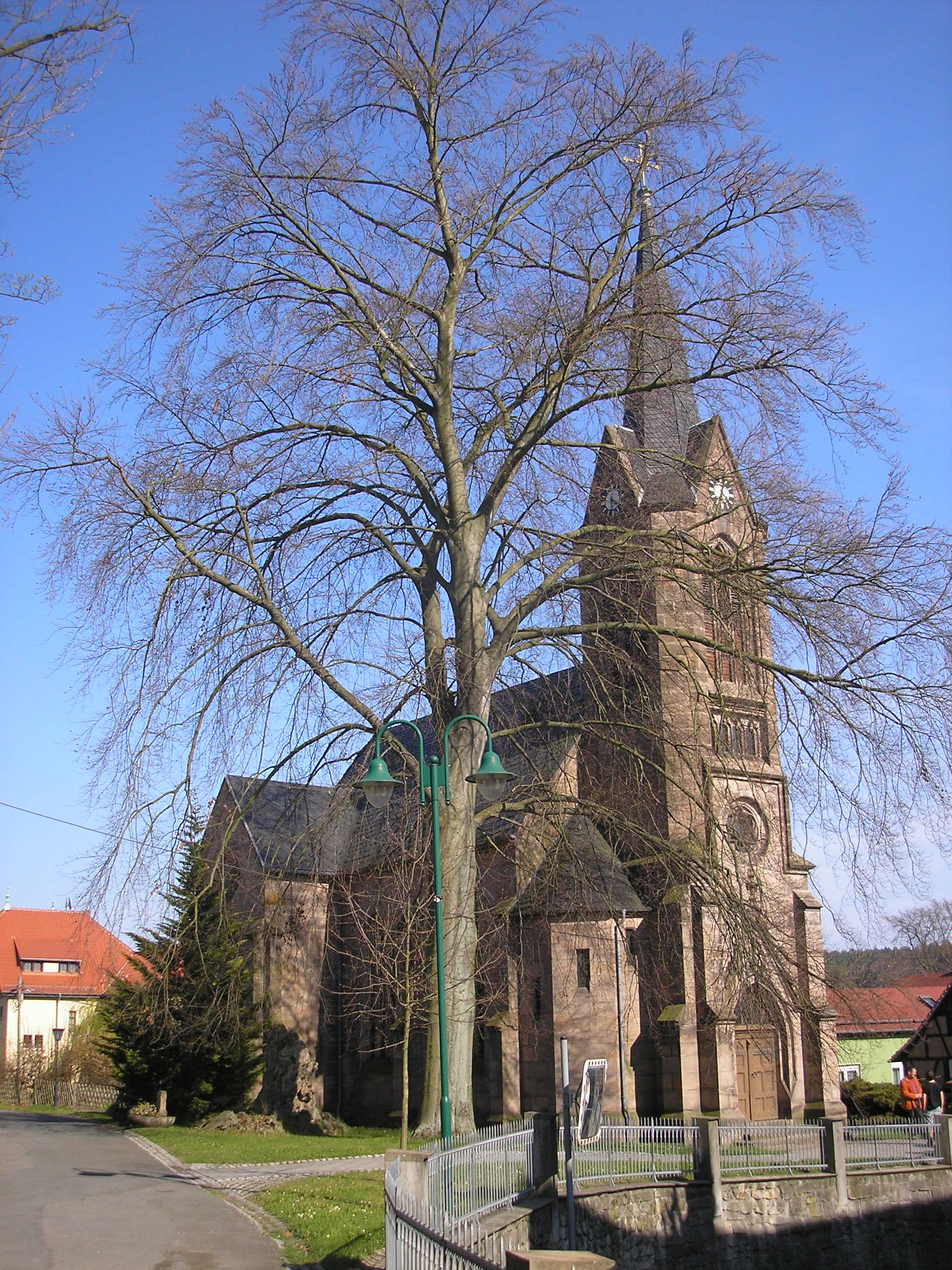
Dorpskerk

Albersdorf · Altenberga · Bad Klosterlausnitz · Bibra · Bobeck · Bremsnitz · Bucha · Bürgel · Crossen an der Elster · Dornburg-Camburg · Eichenberg · Eineborn · Eisenberg · Frauenprießnitz · Freienorla · Geisenhain · Gneus · Golmsdorf · Gösen · Graitschen b. Bürgel · Großbockedra · Großeutersdorf · Großlöbichau · Großpürschütz · Gumperda · Hainichen · Hainspitz · Hartmannsdorf · Heideland · Hermsdorf · Hummelshain · Jenalöbnitz · Kahla · Karlsdorf · Kleinbockedra · Kleinebersdorf · Kleineutersdorf · Laasdorf · Lehesten · Lindig · Lippersdorf-Erdmannsdorf · Löberschütz · Mertendorf · Meusebach · Milda · Möckern · Mörsdorf · Nausnitz · Neuengönna · Oberbodnitz · Orlamünde · Ottendorf · Petersberg · Poxdorf · Rattelsdorf · Rauda · Rauschwitz · Rausdorf · Reichenbach · Reinstädt · Renthendorf · Rothenstein · Ruttersdorf-Lotschen · Scheiditz · Schkölen · Schleifreisen · Schlöben · Schöngleina · Schöps · Seitenroda · Serba · Silbitz · Stadtroda · St. Gangloff · Sulza · Tautenburg · Tautendorf · Tautenhain · Thierschneck · Tissa · Tröbnitz · Trockenborn-Wolfersdorf · Unterbodnitz · Waldeck · Walpernhain · Waltersdorf · Weißbach · Weißenborn · Wichmar · Zimmern · Zöllnitz